# Prosopocera werneri
Prosopocera werneri är en skalbaggsart som beskrevs av Teocchi 1993. Prosopocera werneri ingår i släktet Prosopocera och familjen långhorningar.
Artens utbredningsområde är Kenya. Inga underarter finns listade i Catalogue of Life.